# Chadwick Boseman
Chadwick Aaron Boseman (Anderson, 29 november 1976 – Los Angeles, 28 augustus 2020) was een Amerikaanse acteur, filmproducent, filmregisseur en scenarioschrijver.

## Biografie
Boseman behaalde in 1995 zijn highschool-diploma. Hierna studeerde hij af in regie aan de Howard-universiteit in Washington.
Boseman maakte in 2003 zijn acteerdebuut in de televisieserie All My Children; zijn definitieve doorbraak beleefde hij met de rol van de Marvelsuperheld Black Panther in onder andere de gelijknamige film, die met drie Oscars werd bekroond.
Boseman overleed op 28 augustus 2020 op 43-jarige leeftijd in zijn huis in Los Angeles in het bijzijn van zijn vrouw en familie aan de gevolgen van darmkanker.

## Filmografie

### Films
Uitgezonderd korte films.
- 2008: The Express – Floyd Little
- 2012: The Kill Hole – Samuel Drake
- 2013: 42 – Jackie Robinson
- 2014: Draft Day – Vontae Mack
- 2014: Get on Up – James Brown
- 2016: Gods of Egypt – Thoth
- 2016: Captain America: Civil War – T'Challa / Black Panther
- 2016: Message from the King – Jacob King
- 2017: Marshall – Thurgood Marshall
- 2018: Black Panther – T'Challa / Black Panther
- 2018: Avengers: Infinity War – T'Challa / Black Panther
- 2019: Avengers: Endgame – T'Challa / Black Panther
- 2019: 21 Bridges – Andre Davis
- 2020: Da 5 Bloods – Norman Earl Holloway
- 2020: Ma Rainey's Black Bottom – Levee

### Televisieseries
Uitgezonderd eenmalige gastrollen.
- 2008–2009: Lincoln Heights – Nathaniel Ray - 9 afl.
- 2010: Persons Unknown – Graham McNair - 13 afl.
- 2021: What If...? - T'Challa / Star-Lord - 4 afl. (stemrol)

### Als filmproducent
- 2008: Blood Over a Broken Pawn (korte film; tevens regisseur en scenarioschrijver)
- 2009: In Retrospect... (korte film)
- 2012: Heaven (korte film; tevens regisseur)
- 2013: Perfect Day (korte film)
- 2016: Message from the King
- 2017: Marshall
- 2019: 21 Bridges